# La Neuville-lès-Wasigny
La Neuville-lès-Wasigny és un municipi francès situat al departament de les Ardenes i a la regió del Gran Est. L'any 2007 tenia 156 habitants.

## Demografia

### Població
El 2007 la població de fet de La Neuville-lès-Wasigny era de 156 persones. Hi havia 68 famílies de les quals 24 eren unipersonals (12 homes vivint sols i 12 dones vivint soles), 28 parelles sense fills i 16 parelles amb fills.
La població ha evolucionat segons el següent gràfic:
Habitants censats

### Habitatges
El 2007 hi havia 91 habitatges, 67 eren l'habitatge principal de la família, 19 eren segones residències i 5 estaven desocupats. 88 eren cases i 1 era un apartament. Dels 67 habitatges principals, 51 estaven ocupats pels seus propietaris, 15 estaven llogats i ocupats pels llogaters i 2 estaven cedits a títol gratuït; 1 tenia una cambra, 2 en tenien dues, 9 en tenien tres, 17 en tenien quatre i 39 en tenien cinc o més. 41 habitatges disposaven pel capbaix d'una plaça de pàrquing. A 34 habitatges hi havia un automòbil i a 21 n'hi havia dos o més.

### Piràmide de població
La piràmide de població per edats i sexe el 2009 era:
| Homes | Edats   | Dones |
| ----- | ------- | ----- |
| 0     | 95 o +  | 0     |
| 0     | 90 a 94 | 0     |
| 0     | 85 a 89 | 0     |
| 0     | 80 a 84 | 8     |
| 4     | 75 a 79 | 12    |
| 8     | 70 a 74 | 8     |
| 4     | 65 a 69 | 0     |
| 0     | 60 a 64 | 4     |
| 4     | 55 a 59 | 0     |
| 4     | 50 a 54 | 0     |
| 0     | 45 a 49 | 8     |
| 8     | 40 a 44 | 8     |
| 12    | 35 a 39 | 0     |
| 0     | 30 a 34 | 0     |
| 0     | 25 a 29 | 8     |
| 0     | 20 a 24 | 4     |
| 0     | 15 a 19 | 8     |
| 4     | 10 a 14 | 0     |
| 4     | 5 a 9   | 4     |
| 4     | 0 a 4   | 4     |

## Economia
El 2007 la població en edat de treballar era de 93 persones, 64 eren actives i 29 eren inactives. De les 64 persones actives 52 estaven ocupades (36 homes i 16 dones) i 12 estaven aturades (4 homes i 8 dones). De les 29 persones inactives 8 estaven jubilades, 6 estaven estudiant i 15 estaven classificades com a «altres inactius».

### Ingressos
El 2009 a La Neuville-lès-Wasigny hi havia 68 unitats fiscals que integraven 167 persones, la mediana anual d'ingressos fiscals per persona era de 16.911 €.

### Activitats econòmiques
Dels 8 establiments que hi havia el 2007, 1 era d'una empresa extractiva, 4 d'empreses de comerç i reparació d'automòbils, 1 d'una empresa d'hostatgeria i restauració i 2 d'empreses de serveis.
Dels 2 establiments de servei als particulars que hi havia el 2009, 1 era un taller de reparació d'automòbils i de material agrícola i 1 restaurant.
Els 3 establiments comercials que hi havia el 2009 eren botigues d'electrodomèstics.
L'any 2000 a La Neuville-lès-Wasigny hi havia 6 explotacions agrícoles que ocupaven un total de 327 hectàrees.

## Poblacions més properes
El següent diagrama mostra les poblacions més properes.